# Сілє Шей Твейтдал
Сілє Шей Твейтдал (нар. 24 квітня 1974 р.) — норвезька екологічна і політична діячка від Соціалістичної лівої партії.

## Біографія
Була лідеркою Natur og Ungdom у 1997 і 1998 роках. До цього була заступницею керівника з 1994 року. Після виходу з Natur og Ungdom вивчала соціальну економіку в Університеті Осло і є радницею члена Соціалістичної лівої партії в Постійному комітеті з енергетики та довкілля в законодавчому органі Норвегії. Вона також була головою організації Zero Emission Resource Organization (ZERO) від її початку в 2002 році. У 2009 році вона змінила Едле Даасванда на посаді партійного секретаря Соціалістичної лівої партії.
Одружена з Ларсом Галтбреккеном.